# Mebarsapes
Mebarsapes foi, provavelmente, o último rei de Adiabena, governando como sátrapa dos partas. Ele se aliou a Osroes I contra os romanos e foi derrotado por estes.
A campanha de Trajano contra os partas começou, em 114, com a tomada de Nísibis, possivelmente então fazendo parte de Adiabena. Nísibis era um importante centro comercial, fazia parte da Armênia, mas havia sido transferida para Adiabene durante o reinado de Izates II, pelo xá Artabano II, como agradecimento por Izates ter acolhido Artabano durante seu exílio.
Mebarsapes prendeu o embaixador romano, mas no ano seguinte Mebarsapes foi derrotado. O embaixador, chamado Sêncio, um centurião romano, conseguiu escapar da prisão com seus companheiros, matou os guardas, e abriu os portões para o exército romano.
Os romanos anexaram Adiabena, e renomearam a região como a província romana da Assíria, um nome que era evitado desde a queda de Nínive, em 612 a.C., por causa das lembranças das políticas genocidas dos assírios.
Mebarsapes fugiu para a Arábia e, possivelmente, fez um acordo de paz e pode ter retornado para seu reino.